# Jassett Kerr-Wilson
Jassett Kerr-Wilson (* 14. Februar 1991) ist eine jamaikanische Fußballschiedsrichterassistentin.
Seit 2017 steht sie auf der Liste der FIFA-Schiedsrichter und ist an der Spielleitung internationaler Fußballspiele beteiligt.
Kerr-Wilson war unter anderem Schiedsrichterassistentin bei der CONCACAF W Championship 2022 in Mexiko, bei der U-17-Weltmeisterschaft 2022 in Indien sowie bei diversen Qualifikations- und Freundschaftsspielen. Zudem war sie bei mehreren Herren-Turnieren im Einsatz, darunter beim Gold Cup 2021, beim Gold Cup 2023 und bei der U-20-Weltmeisterschaft 2023 in Argentinien.